# Mekmen Ben Amar
Mekmen Ben Amar (o Makmen Ben Amer) è un comune dell'Algeria, situato nella provincia di Naâma.